# Ильичёвский (Самарская область)
Ильичёвский — посёлок в Алексеевском районе Самарской области. Входит в состав сельского поселения Алексеевка.

## География
Посёлок находится у вершины балки Гусинный Дол, в степной зоне, на расстоянии 15 км к юго-западу от села Алексеевка, административного центра района.

### Часовой пояс
Посёлок Ильичёвский, как и вся Самарская область, находится в часовой зоне МСК+1. Смещение применяемого времени относительно UTC составляет +4:00.

## Население
| 1986 | 2002 | 2010 | 2014 | 2015 |
| ---- | ---- | ---- | ---- | ---- |
| 342  | ↗436 | ↗443 | ↘397 | ↗398 |

### Национальный состав
Согласно результатам переписи 2002 года, в национальной структуре населения русские составляли 74 % из 436 чел.